# اندازه دانه

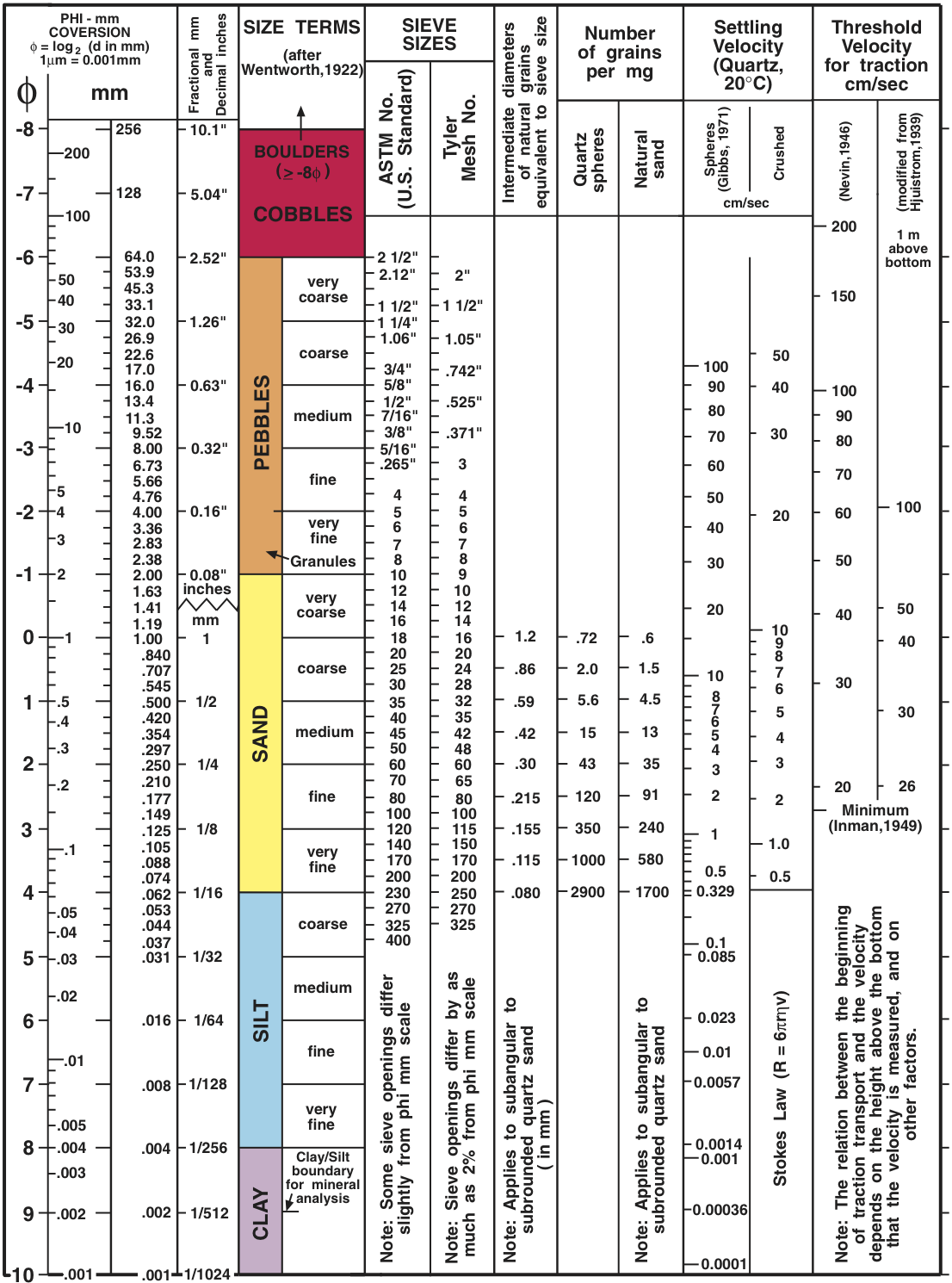
اندازه ذرات در مقیاس ونتورت از سازمان زمین‌شناسی آمریکا

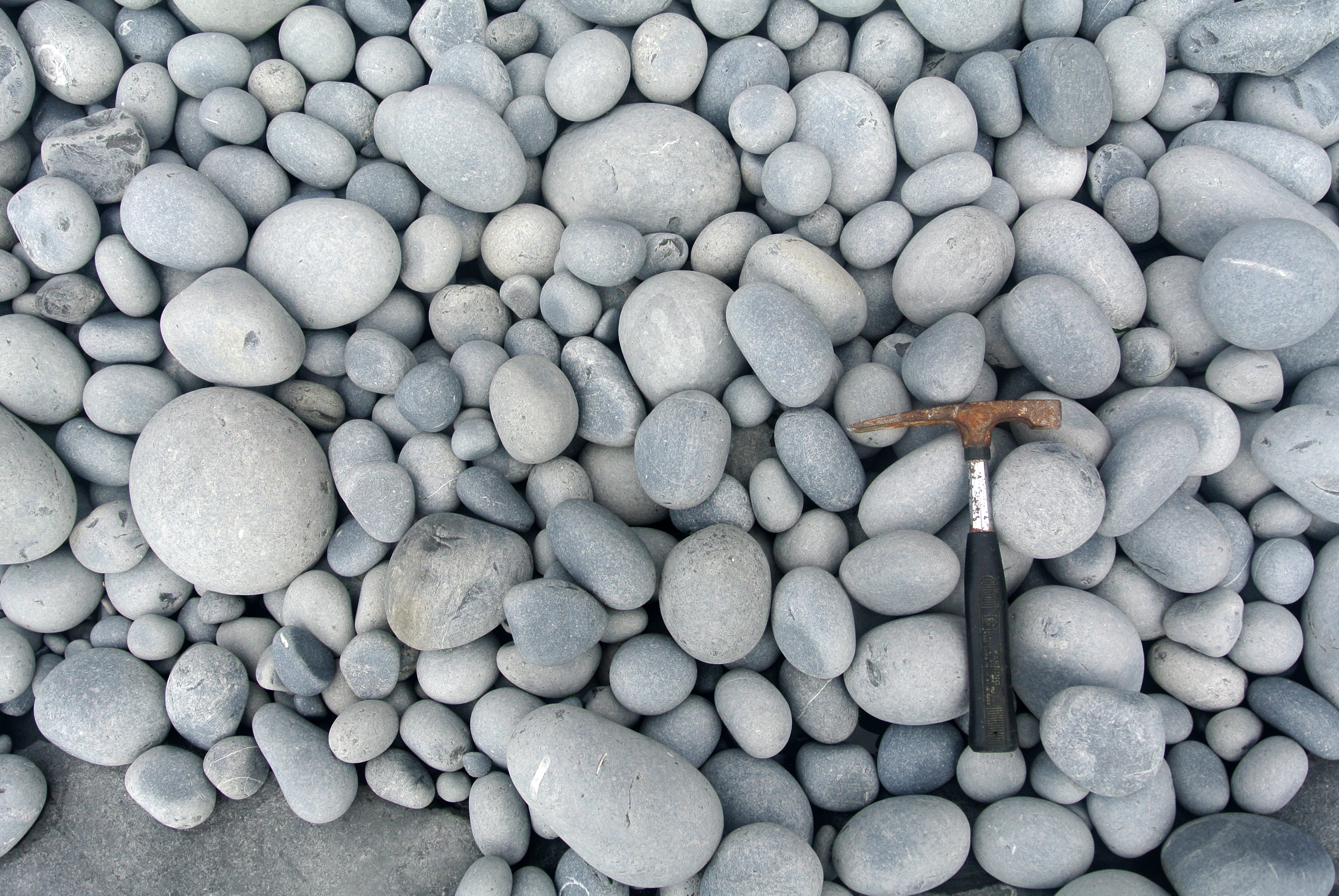
قطعه‌سنگ‌های ساحلی در جنوب ولز

اندازه دانه یا اندازه ذرات (انگلیسی: Grain size) به قطر دانه‌ها و ذرات رسوب یا قطعات سنگ‌شده در سنگ‌های آواری گفته می‌شود. اصطلاح اندازه دانه همچنین به دیگر مواد دانه‌ای نیز گفته می‌شود که در این حالت با اندازه کریستالیت که اشاره به اندازه بلور درون ذرات یا دانه‌ها دارد متفاوت است. اندازه مواد دانه‌ای ممکن است از ذرات بسیار کوچک کلوئیدی تا رس، سیلت، ماسه، شن تا تخته‌سنگ‌های بزرگ متفاوت باشد.

## مقیاس فی (phi)
طبقه‌بندی دانه‌ها از روی بلندترین قطر آنها صورت می‌گیرد که برای اولین بار توسط ادون و ونتورت ارائه شده‌است.
بازه اندازه دانه‌ها به طبقاتی تقسیم می‌شود که در مقیاس ونتورت هرکدام دارای نام مشخصی هستند و در ایالات متحده آمریکا از آن استفاده می‌شود. مقیاس ونتورت یک مقیاس لگاریتمی است که در آن، حد هر درجه دو برابر بزرگ‌تر از حد درجه کوچک‌تر بعدی است. مقیاس فی (phi) که با (φ) نشان داده می‌شود، گونه‌ای تغییریافته از مقیاس ونتورت است که توسط ویلیام کرومبین در سال ۱۹۳۷ ابداع شد. مقیاس فی نیز یک مقیاس لگاریتمی برای تقسیم‌بندی قطر دانه‌ها است که از تبدیل مقیاس ونتورت پدید آمده‌است. مقیاس فی عبارت است از لگاریتم منفی قطر ذره در مبنای دو.
| مقیاس فی (φ) | بازه اندازه (متریک) | بازه تقریبی اندازه (اینچ) | نام دانه (طبقه‌بندی ونتورت) | دیگر نام‌ها    |
| ------------ | ------------------- | ------------------------- | -------------------------- | ------------- |
| <−۸          | >۲۵۶ میلی‌متر        | >۱۰٫۱ اینچ                | تخته‌سنگ                    |               |
| −۶ تا −۸     | ۶۴–۲۵۶ میلی‌متر      | ۲٫۵–۱۰٫۱ اینچ             | قلوه‌سنگ                    |               |
| −۵ تا −۶     | ۳۲–۶۴ میلی‌متر       | ۱٫۲۶–۲٫۵ اینچ             | شن بسیار درشت              | ریگ           |
| −۴ تا −۵     | ۱۶–۳۲ میلی‌متر       | ۰٫۶۳–۱٫۲۶ اینچ            | شن درشت                    | ریگ (سنگ‌ریزه) |
| −۳ تا −۴     | ۸–۱۶ میلی‌متر        | ۰٫۳۱–۰٫۶۳ اینچ            | شن متوسط                   | ریگ (سنگ‌ریزه) |
| −۲ تا −۳     | ۴–۸ میلی‌متر         | ۰٫۱۵۷–۰٫۳۱ اینچ           | شن ریز                     | ریگ (سنگ‌ریزه) |
| −۱ تا −۲     | ۲–۴ میلی‌متر         | ۰٫۰۷۹–۰٫۱۵۷ اینچ          | شن بسیار ریز               | شن            |
| ۰ تا −۱      | ۱–۲ میلی‌متر         | ۰٫۰۳۹–۰٫۰۷۹ اینچ          | ماسه بسیار درشت            |               |
| ۱ تا ۰       | ۰٫۵–۱ میلی‌متر       | ۰٫۰۲۰–۰٫۰۳۹ اینچ          | ماسه درشت                  |               |
| ۲ تا ۱       | ۰٫۲۵–۰٫۵ میلی‌متر    | ۰٫۰۱۰–۰٫۰۲۰ اینچ          | ماسه متوسط                 |               |
| ۳ تا ۲       | ۱۲۵–۲۵۰ میکرومتر    | ۰٫۰۰۴۹–۰٫۰۱۰ اینچ         | ماسه ریز                   |               |
| ۴ تا ۳       | ۶۲٫۵–۱۲۵ میکرومتر   | ۰٫۰۰۲۵–۰٫۰۰۴۹ اینچ        | ماسه بسیار ریز             |               |
| ۸ تا ۴       | ۳٫۹–۶۲٫۵ میکرومتر   | ۰٫۰۰۰۱۵–۰٫۰۰۲۵ اینچ       | سیلت (لای)                 | گِل            |
| ۱۰ تا ۸      | ۰٫۹۸–۳٫۹ میکرومتر   | ۳٫۸×۱۰−۵–۰٫۰۰۰۱۵ اینچ     | رس                         | گِل            |
| ۲۰ تا ۱۰     | ۰٫۹۵–۹۷۷ نانومتر    | ۳٫۸×۱۰−۸–۳٫۸×۱۰−۵ اینچ    | کلوئید                     | گِل            |

## مقیاس بین‌المللی
طبقه‌بندی اعلام شده توسط سازمان بین‌المللی استانداردسازی (ISO 14688-1:2002) بر مفهوم بنیادی شناسایی و طبقه‌بندی خاک بر اساس مواد تشکیل‌دهنده و ویژگی‌های آن استوار است و اغلب در کاربردهای مهندسی خاک از آن استفاده می‌شود.
| نام            | نام            | نام          | نام | بازه اندازه (میلی‌متر) | بازه تقریبی اندازه (اینچ) |
| -------------- | -------------- | ------------ | --- | --------------------- | ------------------------- |
| خاک بسیار درشت | خاک بسیار درشت | تخته‌سنگ بزرگ | LBo | >۶۳۰                  | >۲۴٫۸۰۳۱                  |
| خاک بسیار درشت | خاک بسیار درشت | تخته‌سنگ      | Bo  | ۲۰۰–۶۳۰               | ۷٫۸۷۴۰–۲۴٫۸۰۳             |
| خاک بسیار درشت | خاک بسیار درشت | قلوه‌سنگ      | Co  | ۶۳–۲۰۰                | ۲٫۴۸۰۳–۷٫۸۷۴۰             |
| خاک درشت       | شن             | شن درشت      | CGr | ۲۰–۶۳                 | ۰٫۷۸۷۴۰–۲٫۴۸۰۳            |
| خاک درشت       | شن             | شن متوسط     | MGr | ۶٫۳–۲۰                | ۰٫۲۴۸۰۳–۰٫۷۸۷۴۰           |
| خاک درشت       | شن             | شن ریز       | FGr | ۲٫۰–۶٫۳               | ۰٫۰۷۸۷۴۰–۰٫۲۴۸۰۳          |
| خاک درشت       | ماسه           | ماسه درشت    | CSa | ۰٫۶۳–۲٫۰              | ۰٫۰۲۴۸۰۳–۰٫۰۷۸۷۴۰         |
| خاک درشت       | ماسه           | ماسه متوسط   | MSa | ۰٫۲–۰٫۶۳              | ۰٫۰۰۷۸۷۴۰–۰٫۰۲۴۸۰۳        |
| خاک درشت       | ماسه           | ماسه ریز     | FSa | ۰٫۰۶۳–۰٫۲             | ۰٫۰۰۲۴۸۰۳–۰٫۰۰۷۸۷۴۰       |
| خاک ریز        | لای            | لای درشت     | CSi | ۰٫۰۲–۰٫۰۶۳            | ۰٫۰۰۰۷۸۷۴۰–۰٫۰۰۲۴۸۰۳      |
| خاک ریز        | لای            | لای متوسط    | MSi | ۰٫۰۰۶۳–۰٫۰۲           | ۰٫۰۰۰۲۴۸۰۳–۰٫۰۰۰۷۸۷۴۰     |
| خاک ریز        | لای            | لای ریز      | FSi | ۰٫۰۰۲–۰٫۰۰۶۳          | ۰٫۰۰۰۰۷۸۷۴۰–۰٫۰۰۰۲۴۸۰۳    |
| خاک ریز        | رس             | رس           | Cl  | ≤۰٫۰۰۲                | ≤۰٫۰۰۰۰۷۸۷۴۰              |